# معادلة هاملتون جاكوبي أينشتاين
في النسبية العامة، معادلة هاملتون جاكوبي أينشتاين (إتش جاي إي إي) أو معادلة أينشتاين هاملتون جاكوبي (إي إتش جاي إي) هي معادلة في الميكانيكا الهاميلتونية للديناميكا الهندسية في الفضاء الفائق، ظهرت خلال عصر الديناميكا الهندسية خلال الستينات، من قبل آشر بيرس عام 1962 وآخرون. إنها محاولة لإعادة صياغة النسبية العامة بطريقة تشبه النظرية الكمومية بطريقة نصف كلاسيكية، بشكل مشابه إلى حد كبير للتوافق بين ميكانيكا الكم والميكانيكا الكلاسيكية.
سُميت نسبةً لألبرت أينشتاين وكارل جوستاف جاكوب جاكوبي وويليام روان هاميلتون. تشمل إي إتش جاي إي قدرًا من المعلوماتٍ مشابهًا لجميع معادلات أينشتاين العشرة للمجال. تُعتبر تعديلًا لمعادلة هاملتون جاكوبي (إتش جاي إي) في الميكانيكا الكلاسيكية، ويمكن اشتقاقها من فعل أينشتاين هيلبرت باستخدام مبدأ الفعل الأدنى في صياغة إيه دي إم.

## نظرة عامة

### التوافق بين الفيزياء الكلاسيكية والكمومية
في الميكانيكا التحليلية الكلاسيكية، تُلخص ديناميكيات النظام بواسطة الفعل S. في نظرية الكم، أي ميكانيكا الكم غير النسبية (كيو إم) وميكانيكا الكم النسبية (آر كيو إم)، وكذلك نظرية الحقل الكمومي (كيو تي إف)، على الرغم من اختلاف التفسيرات والصيغ الرياضية في هذه النظريات، يُشمل سلوك النظام تمامًا في سعة الاحتمال ذات القيمة المركبة Ψ (بشكل أكثر رسمية ككيت الحالة كمومية |Ψ⟩ - الذي هو عنصر في فضاء هيلبرت). باستخدام الصيغة القطبية للدالة الموجية، وباستخدام تحويل ماديلنج:
{\displaystyle \Psi ={\sqrt {\rho }}e^{iS/\hbar }}
يُفسر طور Ψ على أنه الفعل، وتُفسر القيمة المطلقة √ρ = √Ψ*Ψ = |Ψ| وفقًا لتفسير كوبنهاغن على أنه دالة الكثافة الاحتمالية. ثابت بلانك المخفض ħ هو الوحدة الكمومية للزخم الزاوي. بتعويض هذا في معادلة شرودنجر الكمومية العامة (إس إي):
{\displaystyle i\hbar {\frac {\partial \Psi }{\partial t}}={\hat {H}}\Psi \,,}
وعند أخذ النهاية ħ → 0، تظهر معادلة إتش جاي إي الكلاسيكية:
{\displaystyle -{\frac {\partial S}{\partial t}}=H\,,}
وهو جانب واحد من مبدأ التوافق.

### عيوب الزمكان الرباعي الأبعاد
من ناحية أخرى، يصعب إجراء الانتقال بين النظرية الكمومية والنسبية العامة (جي آر)؛ أحد الأسباب هو طريقة معالجة المكان والزمان في هذه النظريات. في ميكانيكا الكم غير النسبية، المكان والزمان ليسا كيانًا واحدًا؛ فالزمن معامل بينما الموضع مؤثر. في آر كيو إم وكيو إف تي، يُعبر عن الموضع باستخدام الإحداثيات المكانية المعتادة جنبًا إلى جنب مع إحداثي الوقت، على الرغم من أن هذه النظريات تتوافق فقط مع إس آر في مكان مينكوفسكي المسطح رباعية الأبعاد، وليس الفضاء المنحني أو جي آر. من الممكن صياغة نظرية الحقل الكمومي في الزمكان المنحني، ولكن حتى هذا لا يُمكننا من تضمين جي آر لأن الجاذبية غير قابلة للاستبدال غير المتناهي في كيو إف تي. بالإضافة إلى ذلك، تتحرك جسيمات جي آر عبر الزمكان المنحني مع موضع وزخم معروفين بشكل حتمي في كل لحظة، بينما في النظرية الكمومية، لا يمكن تحديد موضع وزخم الجسيم في وقت واحد بالضبط؛ يخضع الفضاء x والزخم p، والطاقة E والزمن t، بشكل زوجي لمبدأ الريبة:
{\displaystyle \Delta x\Delta p\geq {\frac {\hbar }{2}},\quad \Delta E\Delta t\geq {\frac {\hbar }{2}}\,,}
ما يعني أن الفترات الزمنية الصغيرة في المكان والزمان تولد تقلبات كبيرة في الطاقة والزخم. وفقًا لجي آر، فإن تكافؤ الكتلة والطاقة وتكافؤ الزخم والطاقة عما مصدرا انحناء الزمكان، بالتالي تعني التقلبات الكبيرة في الطاقة والزخم أن نسيج الزمكان يمكن أن يصبح مشوهًا لدرجة تجعله ينهار على مقاييس صغيرة بما يكفي. هناك أدلة نظرية وتجريبية من كيو إف تي على أن الفراغ يحتوي على طاقة بما أن حركة الإلكترونات في الذرات متقلبة، وهذا مرتبط بانزياح لامب. لهذه الأسباب وغيرها، فعلى المقاييس الصغيرة بشكل متزايد، يُعتقد أن المكان والزمان ديناميكيان حتى مقياسي طول وزمن بلانك.
على أي حال، فإن استمرارية الزمكان المنحني رباعي الأبعاد هي سمة مركزية ومحددة للنسبية العامة، ولكن ليس في ميكانيكا الكم.